# Manu Bhaker
Manu Bhaker (Hindi मनु भाकर; * 18. Februar 2002 in Jhajjar) ist eine indische Sportschützin.

## Erfolge
Manu Bhaker gewann bei den Olympischen Jugend-Sommerspielen 2018 in Buenos Aires mit der Luftpistole im Einzel die Gold- und im Mixed die Silbermedaille. Auch bei den Commonwealth Games 2018 in Gold Coast sicherte sich Bhaker mit der Luftpistole die Goldmedaille. Die Asienspiele 2018 in Jakarta schloss Bhaker mit der Luftpistole auf Rang fünf und mit der Sportpistole auf Rang sechs ab. Ein Jahr darauf gewann sie in verschiedenen Disziplinen insgesamt vier Asienmeistertitel sowie zwei weitere Bronzemedaillen. Sie wurde 2021 in Lima vierfache Junioren-Weltmeisterin und gab bei den 2021 ausgetragenen Olympischen Spielen 2020 in Tokio in Olympiadebüt. Mit der Luftpistole belegte sie Rang zwölf, mit der Sportpistole Rang 15. Mit Saurabh Chaudhary erreichte sie im Mixed mit der Luftpistole den siebten Platz. Die Weltmeisterschaften 2022 in Kairo beendete sie mit der Mannschaft mit der Sportpistole auf dem zweiten Platz. In dieser Disziplin gewann sie bei den 2023 ausgetragenen Asienspielen 2022 in Hangzhou die Goldmedaille und bei den Asienmeisterschaften in Changwon die Silbermedaille. In Baku wurde sie mit der Sportpistole-Mannschaft außerdem Weltmeisterin.
Bei den Olympischen Spielen 2024 in Paris belegte sie mit der Sportpistole in der Qualifikation mit 590 Punkten den zweiten Platz und zog ins Finale der acht besten Schützinnen ein. Nach acht Schussfolgen war Bhaker punktgleich mit der Ungarin Veronika Major und unterlag dieser im anschließenden Shoot-off, sodass sie den Wettkampf auf dem vierten Platz beendete. Mit der Luftpistole gelang Bhaker mit 580 Punkten ebenfalls der Einzug ins Finale und dieses Mal auch eine Podestplatzierung. Mit 221,7 Punkten beendete sie das Finale auf dem dritten Platz hinter der siegreichen Südkoreanerin Oh Ye-jin und deren Landsfrau Kim Ye-ji und erhielt die Bronzemedaille. Bhaker trat an der Seite von Sarabjot Singh auch im Mixed mit der Luftpistole an und erzielte mit Singh in der Qualifikation 580 Punkte. Damit zogen die beiden ins Duell um die Bronzemedaille ein, in dem sie die Südkoreaner Oh Ye-jin und Lee Won-ho mit 16:10 besiegten.
Im August 2020 erhielt Bhaker für ihre sportlichen Erfolge den Arjuna Award. Für ihre Olympia-Erfolge wurde sie Anfang 2025 mit dem Rajiv Gandhi Khel Ratna ausgezeichnet. Bhaker schloss 2021 ein Studium der Politikwissenschaften an der University of Delhi ab.